# Fiat 514
Fiat 514 este un automobil fabricat de constructorul italian Fiat între 1929 și 1932. 
Fiat 514 a fost înlocuitorul modelului Fiat 509, primul automobil compact construit vreodată, care a avut un succes comercial considerabil datorită exporturilor extinse. Noua Fiat 514 a fost disponibilă și într-o versiune destinată taxiurilor, sub denumirea 514 L, și a fost oferită și în trei variante sport: 514 S, 514 MM (Mille Miglia) și 514 CA (Cupa Alpilor).
Fiat 514 era echipat cu un motor Fiat tip 114, un motor în linie cu 4 cilindri și o capacitate de 1.438 cm³, care dezvolta 28 CP. Acest model a fost considerat un automobil de clasă medie excelent. A fost fabricat într-un număr de 36 970 unități în varianta de bază și 1 370 unități în versiunea L destinată taxiurilor.
Fiat 514 CA era echipat cu o baterie pentru aprindere și un servofrân cu depresiune. Viteza maximă atinsă era de 80 km/h în versiunea berlină, iar versiunea sport depășea 105 km/h.

## Modele
| Model  | Ani de producție | Motor                                    | Cilindree | Putere | Sistem de alimentare |
| ------ | ---------------- | ---------------------------------------- | --------- | ------ | -------------------- |
| 514    | 1929—1932        | în linie, 4 cilindri, cu supape laterale | 1438 cm³  | 28 CP  | un carburator        |
| 514 S  | 1921—1926        | în linie, 4 cilindri, cu supape laterale | 1438 cm³  | 35 CP  | un carburator        |
| 514 MM | 1921—1926        | în linie, 4 cilindri, cu supape laterale | 1438 cm³  | 37 CP  | un carburator        |

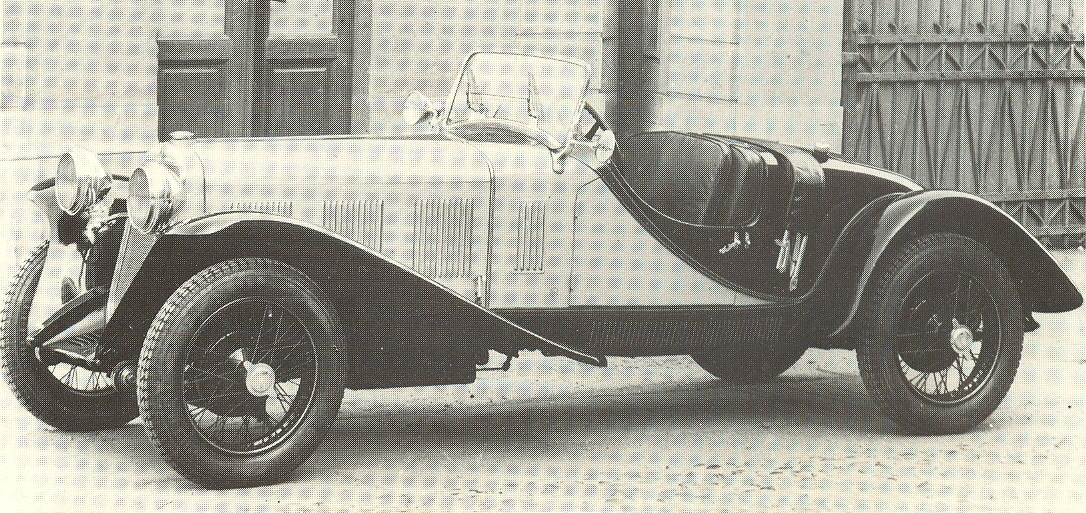
Fiat 514 MM 1930
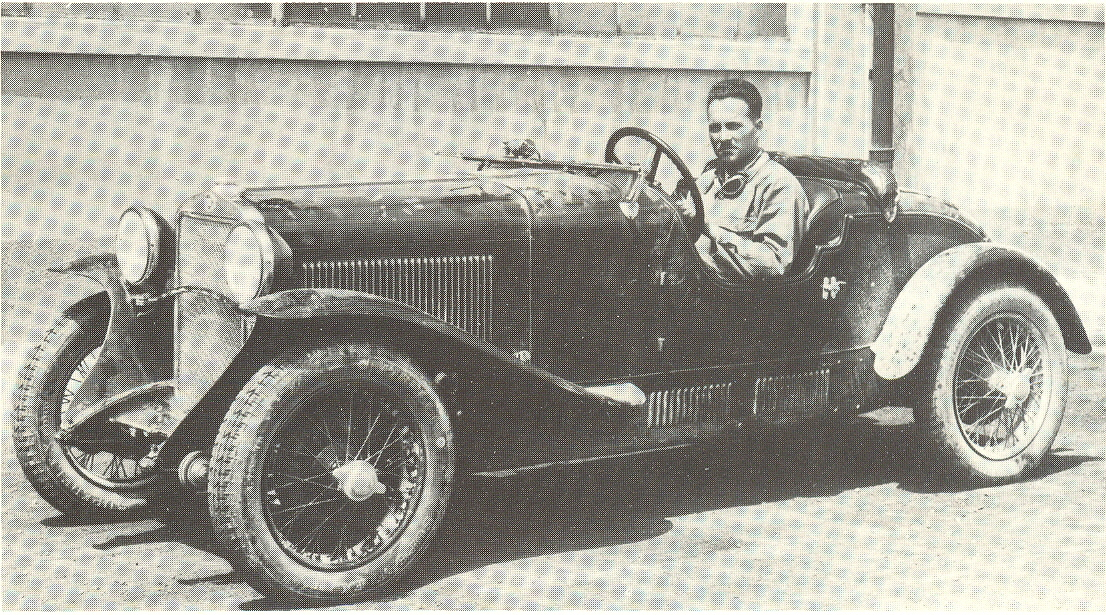
Fiat 514 S 1929
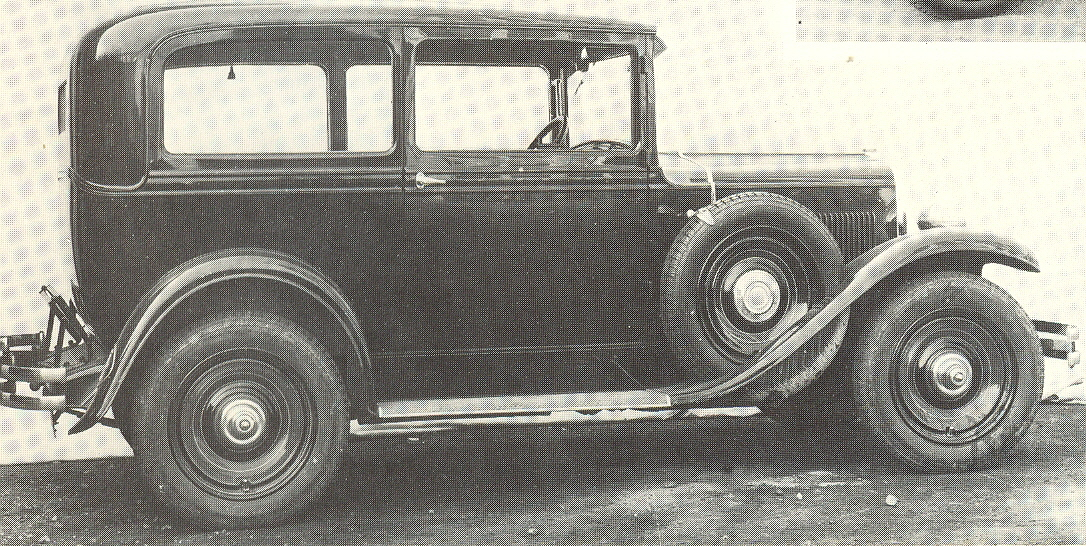
Fiat 514 Sedan 1929
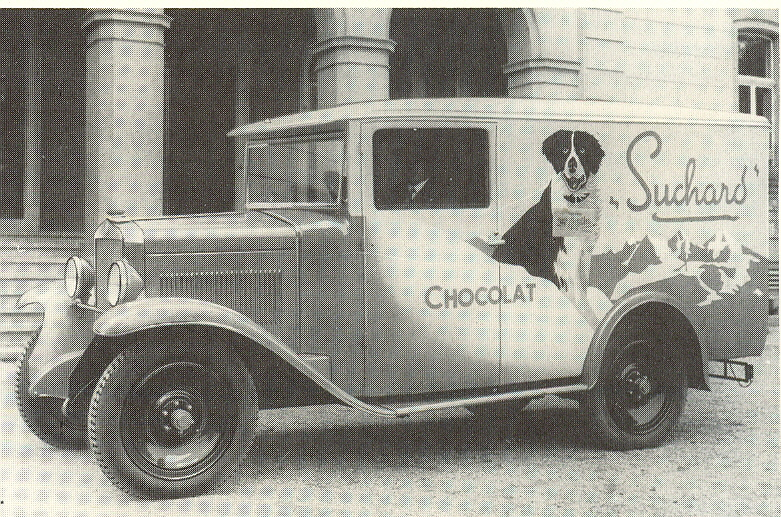
Fiat 514 Van LWB 1929
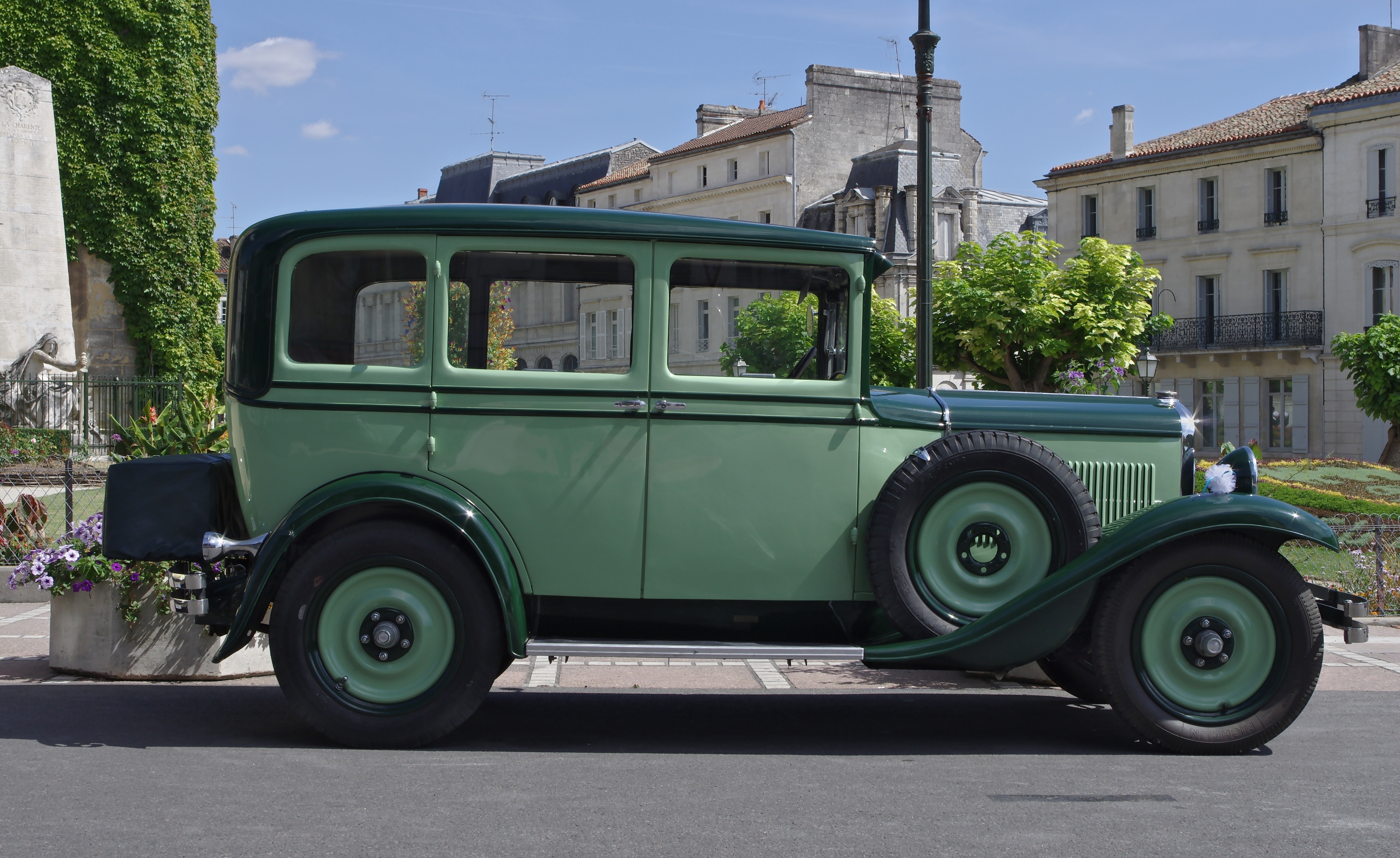
Fiat 514 L

## Fiat 514 F - versiunea utilitară
Ca de obicei, constructorul italian a dezvoltat o versiune utilitară derivată din berlina Fiat 514. Această versiune va rămâne în producție pe toată durata producției berlinei, fiind ulterior înlocuită de Fiat 614, care va păstra același motor, dar va oferi o gamă completă cu dubă, camionetă cu platformă basculantă sau platformă fixă.